# Fajr-5
Fajr-5 ili Fadžr-5 je iranski 333 mm višecijevni raketni sustav dugog dometa (MLRS). Fajr-5 je razvijen tijekom 1990-ih i od tada se izvozi raznim naoružanim akterima na Bliskom istoku.
Lanser Fajr-5 ispaljuje četiri topničke rakete Fajr-5 dužine 6,48 metara, kalibra 333 milimetra, dometa 75 kilometara, svaka teška 915 kilograma i nose rasprskavajuće bojeve glave od 175 kg s 90 kg visokoeksploziva (HE). Većina raketa Fajr-5 su nevođene; 2017. Iran je predstavio varijantu, Fajr-5C, koja dodaje GPS navođenje.
Fajr-5 prvenstveno koriste kopnene snage iranske vojske za napad na velike, fiksne ciljeve visoke vrijednosti, poput aerodroma i vojnih baza. Sustav ima posebnu ulogu u upotrebi od strane IRGC-N kao nevođeni protubrodski raketni sustav za Perzijski zaljev.

## Dizajn

### MLRS
Topnički raketni sustav Fajr-5 ugrađen je na prednju upravljačku šasiju Mercedes Benz 2631 6×6. Kako bi se osigurala stabilna platforma za paljbu, četiri hidraulički upravljana stabilizatora spuštaju se na tlo prije paljbe. Potpuno zatvorena kabina u neposrednom stražnjem dijelu kabine udomljuje ostatak posade. Ova nova šasija predstavljena je 2006.; neki sustavi nisu nadograđeni i još uvijek su na starijim šasijama.
Fajr-5 se inače ispaljuje iz ovog kamionskog bacača, ali se može ispaljivati i pojedinačno. Primarna uloga ovog topničko-raketnog sustava je gađanje kopnenih ciljeva. Može se dodati mornarički površinski radar za pretraživanje kako bi se omogućilo korištenje sustava u ulozi protiv brodova.

### Raketa

#### Osnovna raketa
Raketa je na kruto gorivo i ima fragmentacijsku visokoeksplozivnu bojevu glavu.  Raketa je dugačka 6,485 metara, promjera 333 mm i teška 907 kg.  Ima obavijajuće peraje za stabilizaciju u letu, koje dosežu promjer od 710 mm kada se produži.  Dvobazni pogon rakete gori prosječno vrijeme od 5,3 sekunde, dostižući maksimalnu brzinu od 1100 m/s. Motor rakete ima devet lansirnih mlaznica raspoređenih u krug, koje su nagnute kako bi pomogle u stabilizaciji vrtnje u letu. Raketa Fajr-5 nosi 175 kg bojeve glave s radijusom fragmentacije od 500 m. 
Jedan izvor izvješćuje da rakete Fajr-5 vjerojatno također mogu nositi (običan) visoki eksploziv, podstreljivo, zapaljivo, dimno ili kemijsko opterećenje. Rok trajanja osnovne rakete Fajr-5 je 15 godina. 

#### Dvostupanjska raketa
Iran proizvodi dvostupanjsku raketu Fajr-5 s povećanim dometom. Dvostupanjska raketa Fajr-5 ima duljinu od 9,4 m i maksimalnim dometom od 180 km na razini mora.  Ova varijanta ima promjer 333 mm, kao i druge rakete Fajr-5, ali ima fiksne peraje, koje imaju promjer od 561 mm. Dvostupanjski Fajr-5 može doseći maksimalnu visinu od 85 km i nosi isti 175 kg bojeve glave s radijusom fragmentacije od 500 m.  Ova se varijanta lansira iz TEL-ova sličnih onima koji se koriste za rakete Zelzal, koje imaju kapacitet samo za jednu raketu.
Rok trajanja dvostupanjske rakete Fajr-5 je 15 godina.

#### Fadžr-5C
U veljači 2017. Iran je otkrio navođenu verziju Fajr-5, sličnu kineskom SY300, pod imenom Fajr-5C. Ima preciznost paljbe od 250 m kada koristite INS i 50 m koristeći GNSS, s rasponom od 40–130 km (25–81 mi).
Navođena raketa Fajr-5 kratko se spominjala, a vjerovalo se da je u razvoju, 2014.